# Liste des évêques d'Orlu
Liste des évêques d'Orlu
(Dioecesis Orluana)
L'évêché nigérian d'Orlu (en) est créé le 29 novembre 1980 par détachement de celui d'Owerri.

## Sont évêques
- 29 novembre 1980-25 mars 2008 : Grégory Ochiagha (Grégory O. Ochiagha)
- depuis le 25 mars 2008 : Augustine Ukwuoma (de) (Augustine Tochukwu Ukwuoma)

## Sources
- L'ANNUAIRE PONTIFICAL, sur le site http://www.catholic-hierarchy.org, à la page